# Миле Новаковић
Миле Новаковић (Пријепоље, 1953) јесте српски полицијски официр у пензији.
Био је некадашњи начелник Управе криминалистичке полиције и један је од кључних људи који су истраживали проблем организованог криминала у Србији почетком двехиљадитих укључујући расветљавање атентата на Зорана Ђинђића.

## Биографија
Рођен је 1953. године у Пријепољу, где је завршио основну школу и гимназију. Потом је дипломирао на Факултету политичких наука Универзитета у Београду.
Као приправник у Управи криминалистичке полиције Београд се запослио 1976. године и радио је на сузбијању наркотика, а касније је био и начелник Четвртог одељења. Од 1993. до 1997. године је био начелник ОУП Чукарица, а затим прелази на место помоћника начелника за општи криминал Министарства унутрашњих послова. Водио је оперативну групу "Поскок" која је водила хапшење припадника Земунског клана након 5. октобра 2000. године.
У време атентата на председника Владе Републике Србије Зорана Ђинђића 2003. године, налазио се на месту помоћника начелника Управе криминалистичке полиције и био један од руководилаца полицијске акције Сабља. Радио је на хапшењу и ислеђивању Звездана Јовановића, осталих осумњичених за атентат на Зорана Ђинђића, као и убиство Ивана Стамболића.
Током 2003. године је постао и начелник Управе криминалистичке полиције. Наредне године је премештен на место начелника одељења Пограничне полиције, где остаје до пензионисања 2006. године.

## Књиге
- Отмице Земунског клана, Вечерње новости, Београд (2013)  978-86-7446-229-4.

## Одликовања
- Орден за храброст